# Mad Skills Styler
Mad Skills Styler（マッドスキルズスタイラー）は、東京都江戸川区出身のダンサー。師匠は田中傑幸。

## メンバー
- YOSHIKI（よしき、1990年6月29日 - ）　特技は膝で回るニーターン。
- RYUICHI（りゅういち、1991年6月9日 - ）

## 略歴
- 「24時間テレビ」高校生ダンス甲子園2連覇
  - 2007年大会 優勝
  - 2008年大会 優勝
- 第5回オールジャパン学生ダンス選手権全国大会高校生の部／準優勝 (2007)
- スーパーチャンプル ダンサーアワード 2007／新人賞
- GATSBY STYLING DANCE CONTEST JAPAN FINAL／優勝
- DANCE@LIVE RIZE SIDE／優勝